# Ponary (Polen)

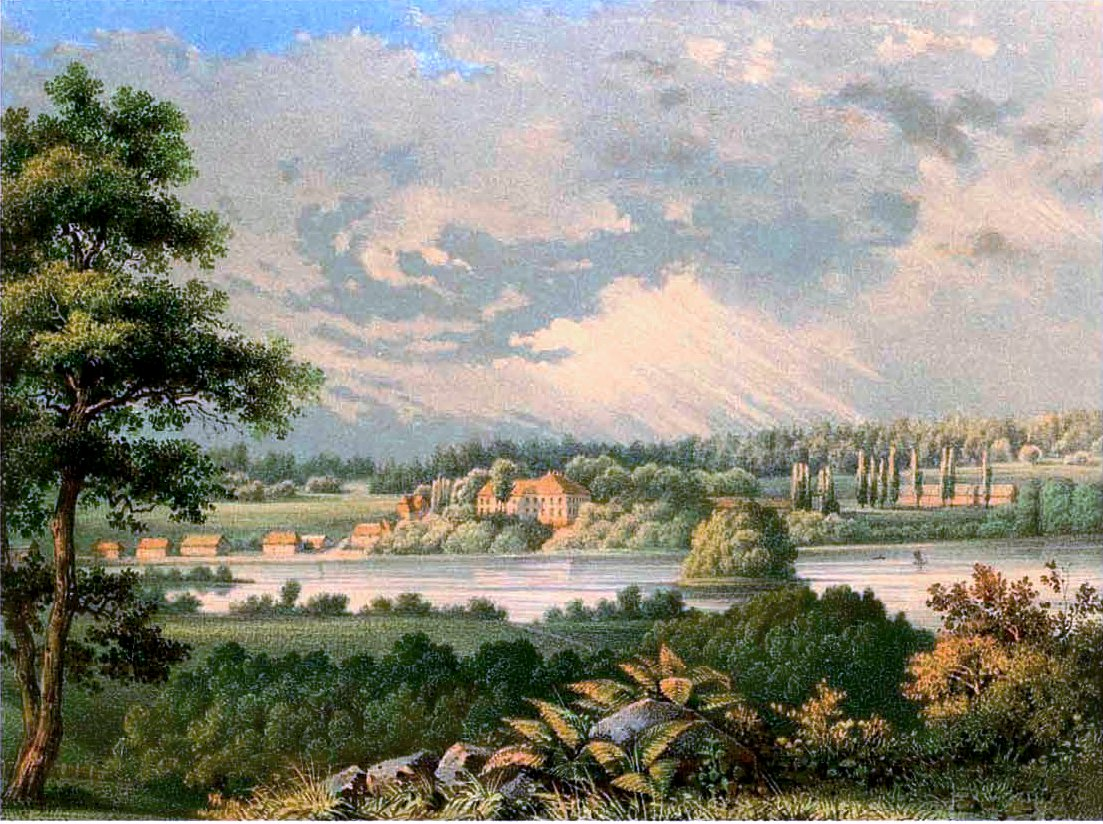
Ponarien um 1870
(Sammlung Alexander Duncker)

Ponary (deutsch Ponarien) ist ein Ort in der polnischen Gmina Miłakowo (Liebstadt) im Nordosten der Woiwodschaft Ermland-Masuren mit ca. 120 Einwohnern.

## Geografie
Ponary liegt im südlichen Teil der Gemeinde Miłakowo am Nordostufer des zur Allensteiner Seenplatte gehörenden 1260 ha großen Jezioro Narie (Nariensee). Östlich von Ponary erstreckt sich das Waldgebiet Chrośniak (Tannenwald). Die Nachbarorte sind Roje (Royen) im Norden und Boguchwały (Reichau) im Süden. Das Verwaltungszentrum Miłakowo ist elf Kilometer entfernt.

## Geschichte
Die ehemals deutsche Siedlung Ponarien wurde 1334 als Panarien erstmals urkundlich erwähnt. Der Oberste Spittler und Komtur von Elbing, Siegfried von Sitten, verlieh 1337 an drei Prußen sieben Hufen Land im Umland, die kleine Gerichtsbarkeit und die Fischereiberechtigung im Nariensee. Daraus entwickelte sich das Gut Ponarien (po narien = über dem See Narie). Dieses ging im 16. Jahrhundert in den Besitz der Familie Bahrenreuter über. Im 17. Jahrhundert übernahm die Familie Schoultz von Ascherade das Gut, in deren Zeit damit begonnen wurde, ein massives Gutshaus zu erbauen. Die Ascherades veräußerten am Ende des 17. Jahrhunderts das Gut an Friedrich von der Groeben (* 1645; † 1712). Er bestimmte testamentarisch seinen Neffen Heinrich Wilhelm von der Groeben als Erben und für die weitere Erbfolgeregelung das Majorat. Die Familie von der Groeben besaß Gut Ponarien bis zur Vertreibung 1945. Zum Gut gehörten zunächst 1.250 ha Land und der Nariensee. Letzter deutscher Gutsherr war Karl Konrad von der Groeben. Sein Besitz hatte sich inzwischen auf 4102 ha, darunter auch 1108 ha Wald, vergrößert. Er floh noch vor dem Ende des Zweiten Weltkrieges am 23. Januar 1945 mit seiner Frau vor der anrückenden sowjetischen Front in den Westen Deutschlands. Seine zurückgebliebene Mutter wurde später im nahen Wald erschossen.
Das Gut Ponarien befand seit dem 14. Jahrhundert im Einflussbereich des Deutschen Ordens und wurde administrativ von der Komturei Elbing verwaltet. Nach der Säkularisation des Ordens und der Gründung des Herzogtums Preußen im Jahre 1525 trat an die Stelle der Komturei der Oberländische Kreis. Nach der preußischen Verwaltungsreform von 1815 wurde der Gutsbezirk Ponarien als selbständige Verwaltungseinheit in den neu gebildeten Landkreis Mohrungen eingegliedert.
Aufgrund der preußischen Kreisordnung wurde 1874 der Amtsbezirk Ponarien mit Landgemeinde Royen und dem Gutsbezirk Ponarien gebildet. 1910 zählten zum Gutsbezirk 197 Einwohner. 1928 wurde der Status des Gutsbezirkes aufgehoben und unter Zusammenlegung mit Royen die neue Landgemeinde Ponarien geschaffen. Für diese wurde 1933 eine Einwohnerzahl von 293 ermittelt.
Nachdem Ponarien Anfang 1945 von der Roten Armee überrollt worden war und danach unter polnische Verwaltung gestellt worden war, bekam der Ort den polnischen Namen Ponary und wurde mit Polen besiedelt. Die deutschen Einwohner waren zuvor geflohen oder wurden vertrieben. Das Gutshaus wurde der Thorner Firma Metron als Erholungsheim überlassen. Nachdem es in den 1990er Jahren dem Verfall preisgegeben wurde, ging es später in Privateigentum über.

## Gutshaus

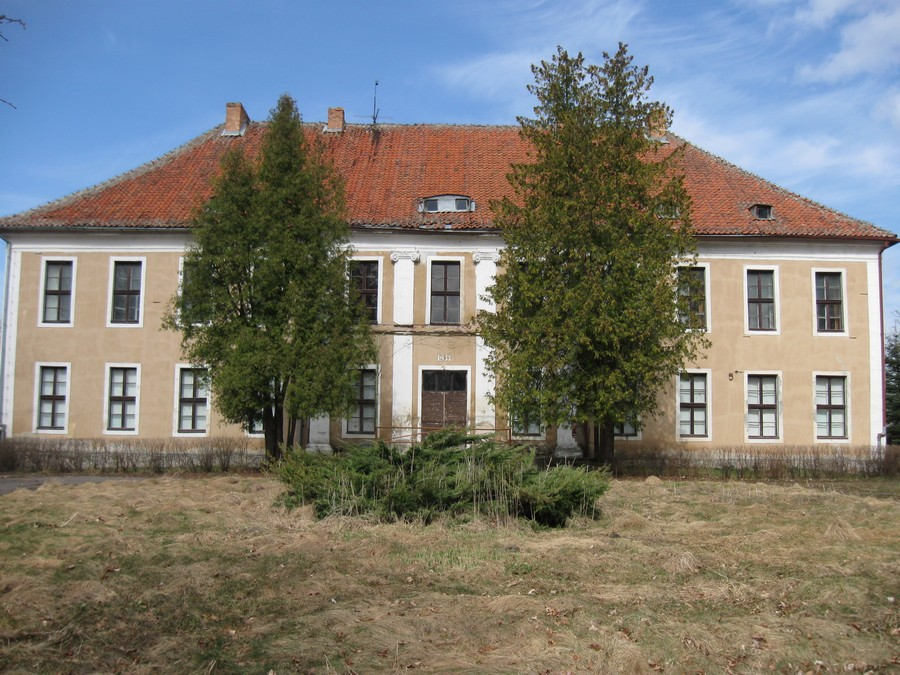
Gutshaus um 2010

Das Gutshaus Ponary liegt in der Südostecke des Gutsparkes, der Mitte des 19. Jahrhunderts von dem Gartenarchitekt Johann Larass als Landschaftspark entworfen wurde. Zuvor war der Park nach dem Vorbild französischer Gärten gestaltet worden.
Die Anfänge des Gutshauses gehen bis in das 17. Jahrhundert zurück, als die Gutsherren von Ascherade begannen, einen ersten massiven Bau zu errichten. Von ihm zeugen noch die dicken Mauern von drei gewölbten Räumen im Erdgeschoss. Nachdem Friedrich von der Groeben Ende des Jahrhunderts das Gut erworben hatte, veranlasste er den Umbau zu einem barocken Herrenhaus. Es entstand das zweigeschossige Haupthaus mit Pilastergliederungen über einem rechteckigen Grundriss. Die Längsfassaden sind sieben- die Seitenfassaden fünfachsig gegliedert. Um 1860 wurden umfangreiche Umbauten im spätklassizistischen Stil durchgeführt, bei denen das Dach umgestaltet, die Ostseite zur Frontfassade mit Terrasse verändert und ein Querflügel angefügt wurden. An den Außenmauern befinden sich zwei Familienwappen von 1743 und 1893. Zur Innenausstattung gehörte eine holzgeschnitzte Treppe, die nach 1945 verlorenging. Die im Haus aufgehängten Porträts der Familie und von preußischen Staatsmännern wurden dem Museum in Olsztyn (Allenstein) übergeben.

## Persönlichkeiten
- Waldemar von Mohl (* 1885 in Ponarien; † 1966 in Bad Segeberg), Jurist und Landrat